# You Are Not Alone
〈You Are Not Alone〉은 미국의 싱어송라이터 마이클 잭슨의 아홉 번째 스튜디오 음반 《HIStory: Past, Present and Future, Book I》 (1995년)에 수록된 곡이다. 이 음반은 1995년 1월 18일에 음반의 두 번째 싱글로 발표되었다. 이 곡은 잭슨의 《Visionary: The Video Singles》 컬렉션 세트의 일부로 2006년에 다시 발표되었고, 2006년에 영국 싱글 차트에서 30위에 다시 올랐다. 팝과 R&B 발라드는 미국의 R&B 가수 R. 켈리가 마이클 잭슨의 개인적인 삶에 대한 반응으로 쓴 것이다. 켈리는 잭슨에게 데모 테이프를 보냈고, 잭슨은 그 노래를 좋아했고 그의 시카고 스튜디오에서 그와 함께 제작하기로 결정했다. 이 곡에 대한 잭슨의 관심은 그의 개인적인 삶에서 일어난 최근 사건들과도 관련이 있었다.
잭슨과 그의 아내 리사 마리 프레슬리가 출연한 이 곡의 해당 뮤직 비디오에는 반 누드 장면이 나온다. 〈You Are Not Alone〉은 전반적으로 긍정적인 평가를 받았으며 그래미 어워드 및 아메리칸 뮤직 어워드 후보에 올랐다. 그 노래는 상업적으로 성공했다. 빌보드 핫 100 37년 역사상 최초로 1위로 데뷔한 곡으로 《기네스 세계 기록》을 보유하고 있으며, 이후 미국 음반 산업 협회에 의해 플래티넘 인증을 받았다. 이 곡은 오스트리아, 벨기에, 프랑스, 아일랜드, 뉴질랜드, 폴란드, 루마니아, 스코틀랜드, 스페인, 스웨덴, 스위스, 영국에서도 1위를 차지했다. 〈You Are Not Alone〉는 마이클 잭슨의 13번째이자 그의 생애 마지막 미국 1위 싱글이다.
2009년 6월 25일 잭슨의 사망 후, 켈리는 그의 스튜디오 음반 《Love Letter》에 이 곡의 버전을 포함시킴으로써 그를 추모했다. 2011년, 이 곡의 한 클립이 〈I Just Can't Stop Loving You〉와 리믹스 되었고, 마지막 곡인 〈Immortal Version〉은 《Immortal》 음반에 발표되었다.

## 구성
잭슨은 이 노래가 즉시 마음에 들었지만 최종 결정을 내리기 전에 두 번 들었다고 설명했다. 비록 이 곡은 켈리가 작사, 작곡했지만, 잭슨은 이 두 음악가 사이의 협업이 되어야 한다고 단호히 주장했다. 그에게 보낸 테이프는 화음이나 변조가 없어서, 잭슨은 마지막 부분에 합창단을 추가했고 마지막 곡에 클라이맥스와 구조를 더했다. 그 노래는 나장조로 작곡되었다. 이 노래는 분당 60박자의 템포를 가지고 있어 잭슨의 가장 느린 노래 중 하나이다.

## 표절
1993년, 에드워드와 다니엘 반 파셀은 〈If We Can Start All Over〉라는 제목의 신곡의 곡을 작곡했다. 그것은 같은 해에 벨기에 작가, 작곡가 및 출판 협회(SABAM)에 등록되었다. 지금까지 악보는 음색, 리듬, 화음에 대한 정보가 없는 악보 형태로만 볼 수 있는 상업적으로 발표된 적이 없다.
1995년 〈You Are Not Alone〉이 전 세계적으로 높은 순위에 오르자, 두 형제는 SABAM에 접근하여 두 점수의 유사성에 대한 문제를 제기하였다. 내부 위원회는 두 멜로디의 유사성이 크다고 지적하고 R. 켈리와 좀바 레코드 홀딩 홀란드 BV에 대한 소송을 제기할 것을 권고했다. 그 형제는 1995년 10월 18일 루벤 법원에 가처분 신청을 했다.
벨기에 법원은 2003년 1월 20일 두 멜로디 사이의 43.46%의 유사성은 단순한 우연의 일치라고 언급하며 표절 주장을 기각했다. 반 파셀 형제는 그 후 항소를 제출했다.
2007년 9월 4일 브뤼셀 항소법원은 R. 켈리의 점수 작성에 대한 최초 증거가 "모든 것을 시작할 수 있다면"에 점수를 등록한 지 21개월 만인 1995년 8월이라는 점을 근거로 2003년 판결을 뒤집었다. 법원은 R. 켈리가 가까스로 그 점수를 얻었을 가능성이 있다고 결론내렸고, 그는 그 점수를 나중에 대히트작인 〈You Are Not Alone〉으로 발전시켰다. R. 켈리는 그가 반 파셀 형제를 만나거나 들어본 적이 없다고 계속해서 주장한다. 법원은 또한 반 파셀 형제가 단지 SABAM에 등록하여 서랍에 넣기 위해서 그들의 작품을 만든 것이 아니라, 적어도 그들의 구성의 존재를 제3자에게 알렸다.

## 차트 실적
상업적으로, 〈You Are Not Alone〉은 잭슨의 베스트셀러 싱글 중 하나로 남아 있으며 그의 13번째이자 마지막 1위 곡이기도 하다. 이 음반은 빌보드 핫 100 차트 1위로 데뷔한 첫 곡으로 《기네스 세계 기록》을 보유하고 있다. 그것은 또한 잭슨의 마지막 차트 1위 싱글곡이었다. 그것은 첫 주에 12만 장의 판매로 1위로 데뷔했다. 이 곡은 미국 음반 산업 협회로부터 플래티넘 인증을 받았으며 국내에서 100만 장 팔렸다. 이 곡은 그의 이전 더블 A-사이드 싱글곡인 〈Scream〉과 37년 만에 5위로 데뷔한 〈Childhood〉가 세운 기록을 깼다. 그것은 지난 주에 3위로 데뷔한 후 영국에서 1위로 정점을 찍었다. 이 곡은 또한 왈롱, 프랑스, 뉴질랜드, 스페인, 스위스에서도 1위에 올랐다. 캐나다에서 그것은 2위로 정점을 찍었다. 그것은 모든 주요 시장에서 톱 10 히트작이 되었다.

## 곡 목록
CD 싱글
1. "You Are Not Alone" – 4:54
2. "Scream Louder (Flyte Tyme Remix)" – 5:30

12인치 싱글
1. "You Are Not Alone (R. Kelly Remix)" – 6:25
2. "You Are Not Alone (Jon B. Main Remix)" – 6:55
3. "You Are Not Alone (Franctified Club Mix)" – 10:09
4. "Rock With You (Frankie's Favorite Club Mix)" – 7:45
5. "Rock With You (Masters At Work Remix)" – 5:30

## 인증
| 국가                                                  | 인증     | 판매량/출하량 |
| ----------------------------------------------------- | -------- | ------------- |
| 오스트레일리아 (ARIA)                                 | 플래티넘 | 70,000^       |
| 오스트리아 (IFPI 오스트리아)                          | 골드     | 25,000*       |
| 벨기에 (BEA)                                          | 골드     | 25,000*       |
| 프랑스 (SNEP)                                         | 골드     | 250,000*      |
| 독일 (BVMI)                                           | 골드     | 250,000^      |
| 뉴질랜드 (RMNZ)                                       | 골드     | 5,000*        |
| 스위스 (IFPI 스위스)                                  | 골드     | 25,000^       |
| 영국 (BPI)                                            | 플래티넘 | 600,000^      |
| 미국 (RIAA)                                           | 플래티넘 | 1,000,000     |
| *판매량을 기반으로 한 인증 ^출하량을 기반으로 한 인증 |          |               |